# Friedrich L. Bauer
Friedrich Ludwig „Fritz” Bauer (ur. 10 czerwca 1924 w Ratyzbonie, zm. 26 marca 2015) – niemiecki matematyk, pionier informatyki i profesor Politechniki Monachijskiej. W latach 50. XX wieku zbudował kilka maszyn szyfrujących oraz opracował i opatentował liniową strukturę danych zwaną stosem. Twórca terminu inżynieria oprogramowania. Jest autorem jednej z podstawowych prac dotyczących kryptologii.

## Wykształcenie i praca akademicka
Maturę napisał w 1942, a w 1943 przerwał naukę służąc w Wehrmachcie do końca wojny w 1945. W latach 1946–1950 studiował matematykę i fizykę teoretyczną na Uniwersytecie Monachijskim. Pracę doktorską pt. Gruppentheoretische Untersuchungen zur Theorie der Spinwellengleichungen (z niem. Grupowanie teoretycznych badań nad teorią równań fal spinowych) przygotowaną pod kierunkiem Fritza Boppa obronił w 1952. Habilitację otrzymał za rozprawę Über quadratisch konvergente Iterationsverfahren zur Lösung von algebraischen Gleichungen und Eigenwertproblemen (z niem. O kwadratowo-zbieżnych metodach iteracyjnych do rozwiązywania równań algebraicznych i problemów wartości własnych) w 1954 na Politechnice Monachijskiej. W latach 1954–1958 nauczał jako Privatdozent na Uniwersytecie Monachijskim. Od 1958 był dyrektorem instytutu matematyki stosowanej wydziału nauk przyrodniczych (do 1963 roku) oraz profesorem nadzwyczajnym wydziału nauk przyrodniczych na Uniwersytecie Johannesa Gutenberga w Moguncji (do lutego 1962). Od marca 1962 do stycznia 1963 był profesorem zwyczajnym wydziału. W latach 1963–1972 pracował na stanowisku profesora zwyczajnego matematyki stosowanej na Politechnice Monachijskiej. W 1964 był profesorem wizytującym na Uniwersytecie Stanforda. Od 1972 do emerytury w 1989 pracował jako profesor zwyczajny Politechniki Monachijskiej.
Był promotorem 39 doktorów. Byli to m.in. Manfred Broy, David Gries, Manfred Paul, Gerhard Seegmüller, Josef Stoer, Peter Wynn oraz Christoph Zenger.
Wczesne prace Bauera dotyczyły budowy maszyn liczących (np. logicznego przekaźnika Stanislaus z lat 1951–1955). W 1955 wraz z Kalusem Samelsonem zaproponowali pomysł stosu jako struktury danych (w 1957 złożyli patent). Pracował również w komitecie, który opracowywał język programowania ALGOL 58 i jego następcę ALGOL 60, ważnego poprzednika wszystkich współczesnych języków imperatywnych. W 1968 ukuł termin inżynieria oprogramowania.
Jego istotny wkład w naukę stanowi analiza numeryczna (twierdzenie Bauera-Fike'a), podstawy interpretacji i tłumaczenia języków programowania, metody i systemy transformacji programowej CIP-S oraz wide-spectrum language CIP-L.

### Definicja inżynierii oprogramowania
W latach 60. XX wieku zaczęto budować bardzo duże oprogramowania, takie jak na przykład system operacyjny IBM OS/360. Pojawiły się wtedy problemy natury pozaalgorytmicznej, związane z zarządzaniem tego typu przedsięwzięciami, ewolucją oprogramowania itp. Zaczęło rodzić się przeświadczenie, że tworzenie oprogramowania mogłoby być bardziej efektywne, gdyby skorzystać z doświadczeń innych dziedzin inżynierskich, takich jak budownictwo czy elektronika. Termin „inżynieria oprogramowania” (ang. software engineering) powstał w trakcie seminarium zorganizowanego w Niemczech pod auspicjami NATO w 1968.
Bauer był członkiem niemieckiej misji Komitetu Naukowego NATO. W 1967 NATO dyskutowało na temat „kryzysu oprogramowania”, a Bauer zasugerował termin „Inżynieria oprogramowania” jako sposób na zrozumienie zarówno problemu, jak i rozwiązania.
W 1972 opublikował następującą definicję inżynierii oprogramowania: Tworzenie i stosowanie racjonalnych zasad inżynierii w celu uzyskania ekonomicznego, niezawodnego i wydajnego oprogramowania.

## Publikacje
W dorobku publikacyjnym F. Bauera znajdują się m.in.:
- Friedrich L. Bauer z Hermann Bottenbruch, Heinz Rutishauser, Klaus Samelson: Proposal for a universal language for the description of computing processes. 1958.
- Friedrich L. Bauer z Josef Stoer: Algebra In: Robert Sauer, István Szabó (Hrsg.): Die mathematischen Hilfsmittel des Ingenieurs Band 3, Springer, Berlin u.a. 1968.
- Friedrich L. Bauer z Gerhard Goos: Informatik (2-tomowe) Springer, Berlin u.a. 1971; 4. Auflage 1991/1992, ISBN 3-540-52790-7, ISBN 3-540-55567-6.
- Andrei und das Untier. 6 Lektionen in Informatik. Bayerischer Schulbuch-Verlag, München 1972, ISBN 3-7627-3047-4.
- Friedrich L. Bauer z Hans Wössner: Algorithmic Language and Program Development. Springer, Berlin u.a. 1982, ISBN 3-540-11148-4.
- Friedrich L. Bauer z Martin Wirsing: Elementare Aussagenlogik. Springer, Berlin u.a. 1991, ISBN 3-540-52974-8.
- (Hrsg.) Logic, Algebra, and Computation. Springer, Berlin u.a. 1991, ISBN 3-540-54315-5.
- Kryptologie. Springer, Berlin u.a. 1994, ISBN 3-540-57771-8, doi:10.1007/978-3-642-78869-7.
- Entzifferte Geheimnisse. Methoden und Maximen der Kryptologie. Springer, Berlin u.a. 1995; 3. Auflage 2000, ISBN 3-540-67931-6, doi:10.1007/978-3-642-58345-2.
- Decrypted Secrets. Methods and Maxims of Cryptology. Springer, Berlin u.a. 1997; 4. Auflage 2006, ISBN 3-540-24502-2.
- Historische Notizen zur Informatik. Springer, Berlin u.a. 2009, ISBN 3-540-85789-3, doi:10.1007/978-3-540-85790-7.
- Kurze Geschichte der Informatik Fink, Paderborn 2009, ISBN 3-7705-4379-3.

## Nagrody i wyróżnienia
- 1944: Krzyż Żelazny drugiej klasy
- 1968: Członek Bawarskiej Akademii Nauk (niem. Mitglied der Bayerischen Akademie der Wissenschaften) w sekcji nauk matematyczno-przyrodniczych
- 1971: Bawarski Order Zasługi
- 1978: Wilhelm-Exner-Medaille (Austria)
- 1982: Order Zasługi Republiki Federalnej Niemiec 1. klasy
- 1984: Członek Niemieckiej Akademii Przyrodników Leopoldina
- 1986: Order Maksymiliana
- 1987: Członek honorowy Niemieckiego Towarzystwa Informatycznego (niem. Gesellschaft für Informatik)
- 1988: Goldener Ehrenring des Deutschen Museums
- 1988: Nagroda IEEE Computer Pioneer Award za wynalezienie struktury stosu[11]
- 1997: Heinz-Maier-Leibnitz-Medaille der TU München[12]
- 1998: Członek korespondent Austriackiej Akademii Nauk (niem. korrespondierendes Mitglied der Österreichischen Akademie der Wissenschaften)
- 2002: Członek honorowy muzeów niemieckich (niem. Ehrenmitglied des Deutschen Museums)
- 2004: Srebrny medal zasługi Bawarskiej Akademii Nauk (niem. Silberne Verdienstmedaille der Bayerischen Akademie der Wissenschaften)
- 2014: Największa sala wykładowa matematyki i informatyki na Politechnice Monachijskiej została nazwana jego imieniem.

### Doktoraty honorowe
- 1974: Doctor honoris causa Université de Grenoble
- 1989: Doctor honoris causa Uniwersytetu w Pasawie (Universität Passau)
- 1998: Doctor honoris causa Uniwersytetu Bundeswehry w Monachium (Neubiberg)

## Życie prywatne
Był żonaty z Hildegard Bauer-Vogg. Miał trzech synów i dwie córki.